# سمو
السمو (بالإنجليزية: Highness)، هو أسلوب رسمي يستخدم لمخاطبة (بضمير المخاطب) أو للإشارة (بضمير الغائب) إلى أعضاء معينين من سلالة حاكمة أو سلالة حاكمة سابقة. يستخدم عادةً مع صفة ملكية مثل «صاحب السمو»، «صاحبة السمو»، «أصحاب السمو».على الرغم من أنه يدمج غالبا مع صفات أخرى تشير إلى الرتبة مثل: «إمبراطور» أو «ملك» إلا أنه يمكن استخدامه بمفرده.
السمو بالمعنى الحرفي والمجازي على حد سواء هي صفة تشير إلى العلو والرفعة، ويستخدم كمصطلح لاستحضار الكرامة أو الشرف وللتعرف على المكانة الرفيعة للشخص الموصوف على هذا النحو. Styles were attached to various offices at court or in the state.